# Schizothorax malacanthus
Schizothorax malacanthus är en fiskart som beskrevs av Huang, 1985. Schizothorax malacanthus ingår i släktet Schizothorax och familjen karpfiskar. IUCN kategoriserar arten globalt som otillräckligt studerad. Inga underarter finns listade i Catalogue of Life.